# Tyler McGill
Tyler McGill (n. 18 august 1987, Champaign⁠(d), Illinois, SUA) este un înotător ce a reprezentat Statele Unite ale Americii, medaliat olimpic. A participat la o ediție a Jocurilor Olimpice (2012) în care a câștigat două medalii de aur.